# Dachshund
Dachshund ou teckel[Nota] (em alemão:  Dackel), também apelidado de cão-salsicha, é uma raça de cães oriunda da Alemanha. Esta raça está inserida em grupo próprio da FCI devido a sua grande variedade de tamanho e pelagem: standard, miniatura e kaninchen, e de pelo: longo, liso e duro. Esse cão é descrito como caçador de toca, com olfato bastante apurado que permite seguir pistas facilmente e que o torna eficaz em ataques surpresas a presas pequenas. É dito ainda um bom sabujo, capaz de perseguir animais maiores, já que, apesar das pernas curtas, é leve.
Historicamente é uma raça antiga que, segundo alguns historiadores, data de cinco mil anos, devido imagens semelhantes a seu físico terem sido encontradas na tumba de um faraó. De qualquer forma, é sabido que os cães modernos foram desenvolvidos por caçadores alemães, que buscavam um cão ágil, resistente e pequeno o bastante para entrar em tocas de texugos, lebres e coelhos. O resultado foram nove diferentes padrões.
Levados à Inglaterra, fizeram parte da corte inglesa, o que os popularizou ainda mais. Seu físico não é mais medido através do peso, mas sim pelo perímetro de seu tórax, o qual varia de 30 cm até o superior a 35 cm. Sua personalidade, enquanto cão de caça, é dita valente e destemida; já como cão de companhia, é conhecido por sua esperteza, inteligência e energia para brincadeiras. Sua expectativa de vida é uma das mais altas no mundo canino, superior a doze anos, embora não seja raro ver exemplares passando dos vinte. De acordo com o website Portal do Dog, que publicou uma matéria a título de curiosidade, o dachshund está entre as raças que mais soltam pelos. Todavia, os autores não revelaram os estudos utilizados.

## Visão geral das variedades
Além dos tamanhos variarem, a aparência deste canino é diferente nas pelagens:

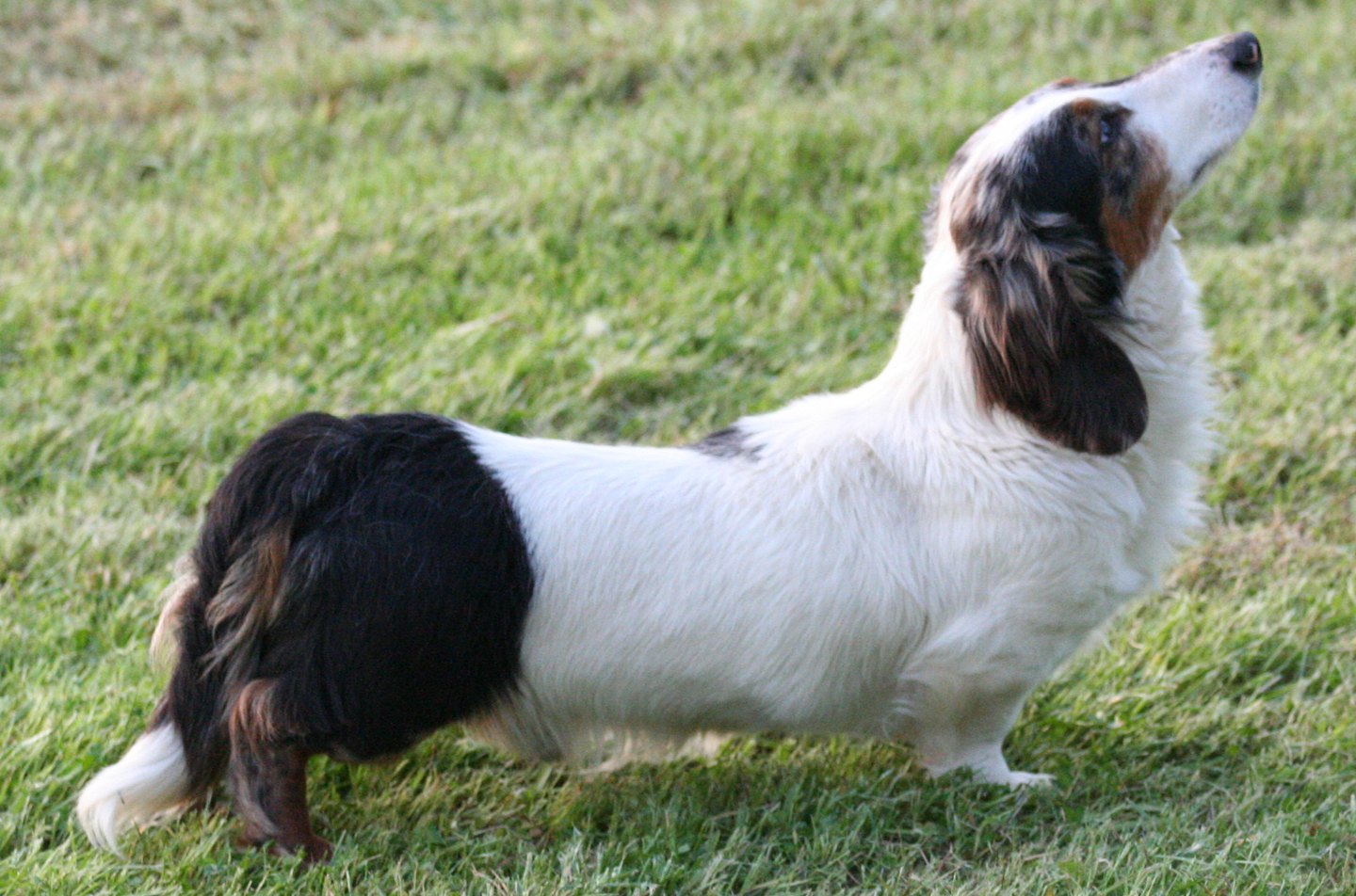
Variedadade de pelagem comprida
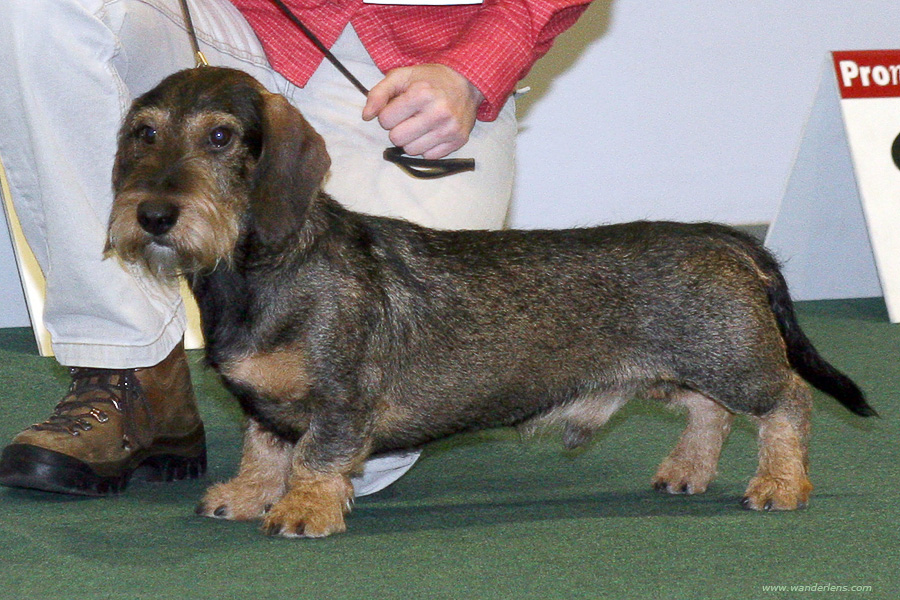
O teckel de pelo duro
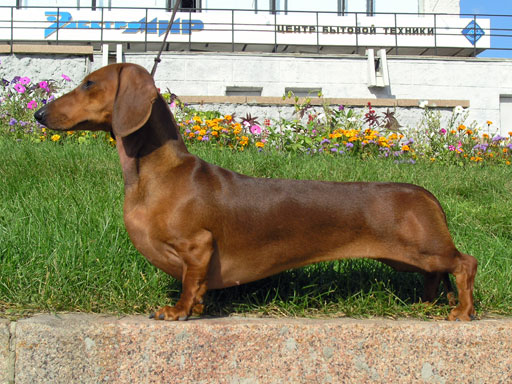
A variedade mais comum: O dachshund de pelagem curta
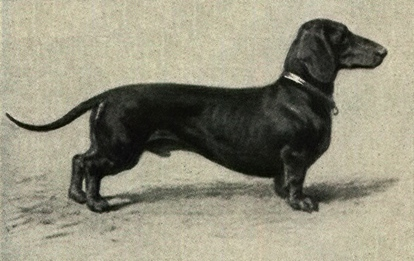

## Personalidade
Se, no início, o Basset Dachshund era um valente e destemido caçador, hoje deixou, em grande parte, de lado suas antigas atividades e transformou-se num animal de companhia. Em função do seu tamanho é uma excelente opção para o grande número de pessoas que mora em apartamentos especialmente porque aprende com facilidade os hábitos de higiene. Adapta-se bem a locais pequenos e não é do tipo destrutivo que rói os móveis e come as roupas, com exceção dos filhotes.
Inteligente e bastante brincalhão, o Basset Dachshund é também um excelente cão de vigia. Sempre atento, ao menor sinal de aproximação de estranhos late bastante. É um excelente companheiro para crianças e brinca mesmo depois de velho. Convive de forma tranquila com outros animais e com outros cães mas não foge de uma briga caso seja provocado.
Alguns criadores garantem que existem diferenças de temperamento conforme o tipo de pelo, sendo que os de pelos curtos seriam mais sociáveis e os pelos duros mais agitados e até mesmo um pouco mais agressivos, mas isso não é comprovado nem mesmo consta do padrão da raça.
Outra característica importante da raça é sua independência, o que lhe valeu uma (talvez) injusta fama de desobediente. Na convivência em família ele é um excelente companheiro, gosta e respeita a todos, mas dedica-se a apenas uma pessoa que elege como dono.

## Curiosidades
Nos Jogos Olímpicos de 1972, em Munique na Alemanha, o primeiro mascote de uma olimpíada  foi o cão teckel Waldi.

## Aparência
Um Dachshund normal tem em média de 6 a 9 kg, enquanto um miniatura varia e tipicamente pesa menos que 5 kg. Dachshunds modernos são caracterizados pelas suas pernas curtas, pele solta e peito tipo barril, atributos que foram deliberadamente adicionados à raça para aumentar a sua habilidade de entocar-se em espaços apertados. Eles têm três variedades de pelo: liso, pelo longo e pelo duro; o Dachshund de pelo duro é geralmente menor no comprimento do que os outros dois. Possui olhos de tamanho médio, ovais, inserção oblíqua, olhar esperto, expressão amistosa, jamais desafiadora. Cor castanho-escuro brilhante, puro ou avermelhado, válida para todas as cores da pelagem. H. L. Mencken disse "Um Dachshund é meio-cão em altura, e um cão-e-meio em comprimento", sendo esta a sua maior fama.
Algumas pessoas confundem erroneamente os Dachshunds com os Basset Hound s, pela semelhança anatômica das raças. Criadores da raça costumam afirmar que "Dachshunds são grandes cães em embalagens pequenas".

## Cor, Pelagem e Padronagem

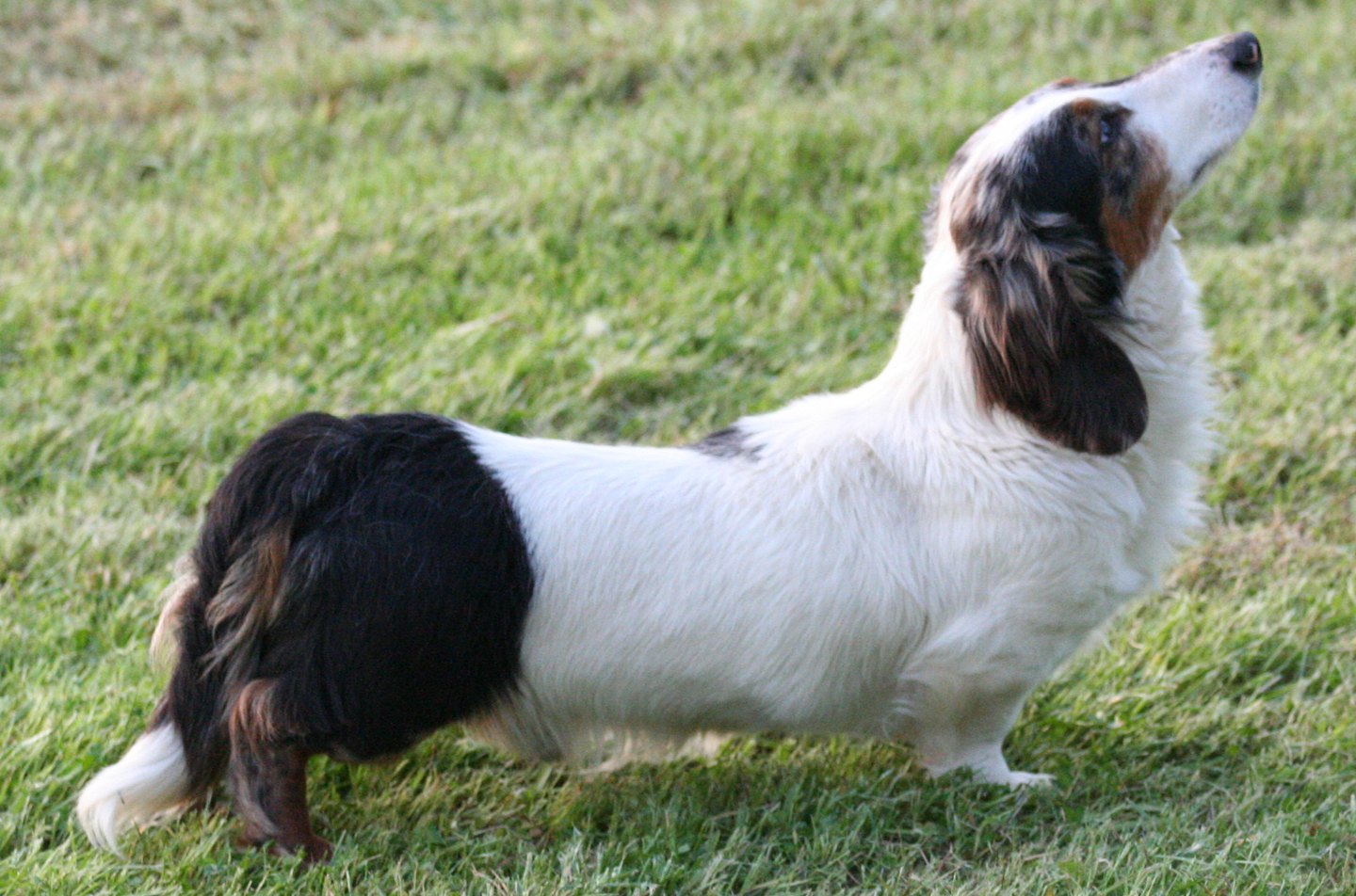
Pelo Longo, Arlequim, Preto com Marcações

### Pelagem (Coat)
Ocorre no dachshund três tipos de pelagem. Pelo curto (mais comum no Brasil)
pelo longo e pelo duro. Vale lembrar que na Alemanha o pelo longo e pelo duro são a maioria e são raros os Dachshunds de pelo curto, preferidos por causa do frio mais rigoroso existente neste país.
Acredita se que a popularidade do Dachshund pelo curto no Brasil se deve ao fato de esta pelagem "soltar" menos pelos, sendo mais desejada para viver em espaços pequenos fechados, como casas de cidade e apartamentos.

### Padronagem (pattern)
Das 10 padronagens existentes no mundo canino, seis ocorrem
nos Dachshund. São elas:
(1) Sólido,
(2) sólido com marcações (preto com marcação marrom claro, chocolate com marcação marrom claro, cinza ou isabella com marcação marrom claro),
(3) Bicolor ou "Piebald", (4) Arlequim ou "Merle"
(5) Tigrado ou "Brindle",(6) Javali ou "Wild Boar/Sable".

### Cor (color)
No Brasil, devido a um grande desconhecimento existente da raça, acredita se que o Dachshund tenha como cores somente Canela e o Preto com marcações. Afora a discussões emocionais sobre conceitos de certo e errado e a consequência destas escolhas, vamos expor aqui somente o que realmente acontece com base na distribuição genética dos indivíduos.
Cores: Existem 4 cores presentes nos Dachshunds, (1) Canela (2) Preto (3) Chocolate (4)Javali. Estas cores podem ser afetadas pela presença do gene de diluição, e exibirem fenótipos variados. (1) Canela pode variar de creme ate vermelho. (2) Preto ao ser diluído apresenta fenótipo cinza também chamado de azul. (3) Chocolate ao ser afetado pela diluição cão apresenta o fenótipo Isabella, cinza bem claro, similar a coloração presente
em boa parte dos cães Weimaraner. (4)  Javali também pode ser afetado na tonalidade pela presença da diluição. Qualquer cor pode estar presente em qualquer padronagem ou pelagem.

## Temperamento
Dachshunds são cães leais, protetores, ciumentos, valentes, brincalhões, conhecidos pela sua propensão em caçar pequenos animais e pássaros. De acordo com a CBKC, o Dachshund é "amigável por natureza, nem nervoso, nem agressivo, de temperamento equilibrado. Ele é um cão de caça apaixonado, perseverante, rápido na caça e de excelente faro". O tipo de pelo é muitas vezes considerado associado com as características no temperamento; a variedade de pelo longo, por exemplo, é considerada ser menos agitada que os outros provavelmente pelo fato de sua ancestralidade com o Cocker para obter a sua característica cabeluda. Porém, alguns criadores de Dachshund de pelo longo discordem desta afirmação. Por causa da característica de peito tipo barril, o latido do dachshund é normalmente alto. Costumam ser ciumentos com relação a seus adultos favoritos.

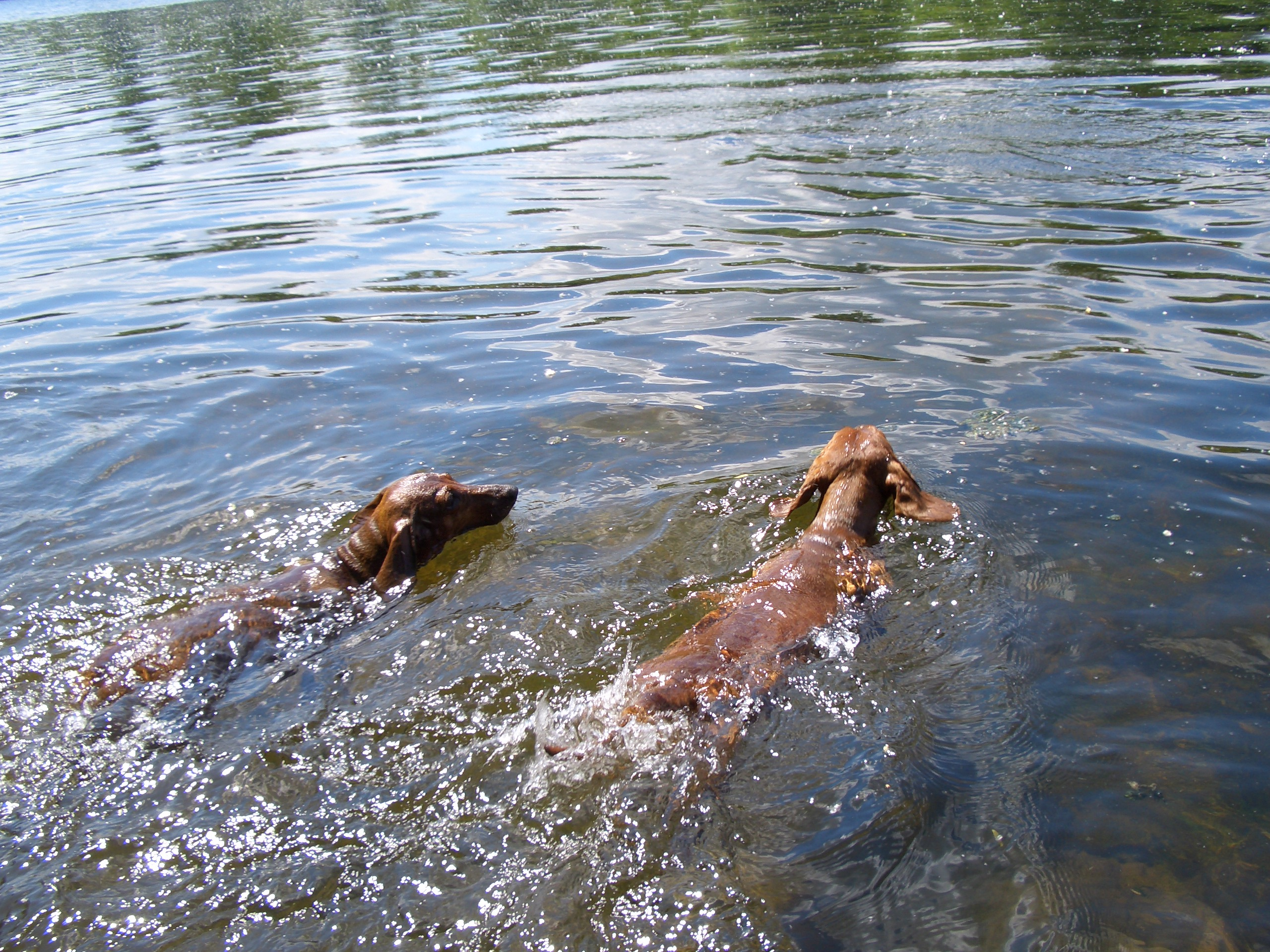
Dachshunds são ótimos nadadores

## Saúde

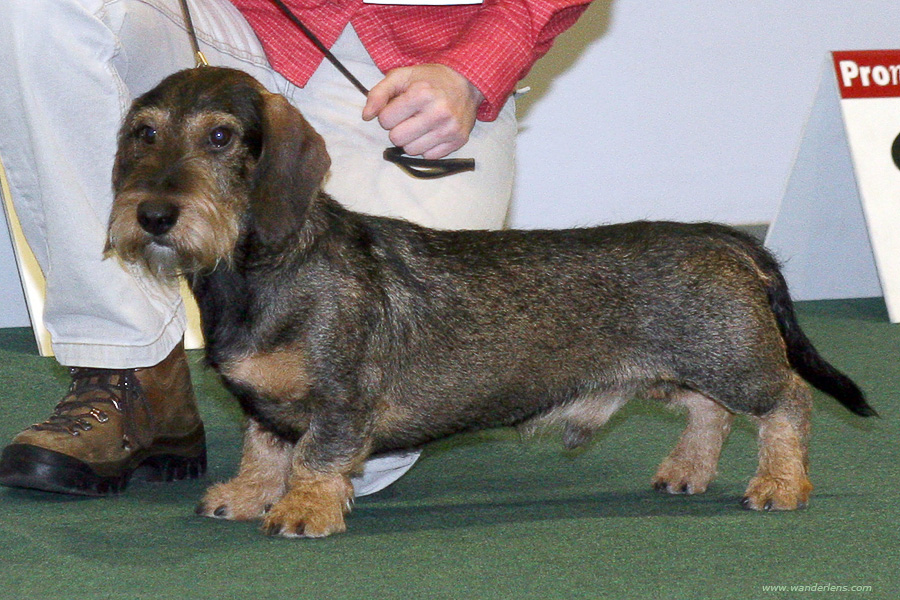
Dachshund de pêlo duro

A raça é extremamente forte. Existe ocorrência de problemas na coluna vertebral, geralmente ocorrem quando o cão esta obeso ou tem hábito de subir e descer escadas. Para prevenir danos, é recomendável que os Dachshunds sejam desencorajados a pular e a subir e descer escadas. As caminhadas diárias e a manutenção do peso correto ajudam a prevenir estes problemas.

## História
Alguns haviam teorizado que as raízes do Dachshund provém do Egito Antigo, onde gravuras foram feitas com cães de caça de pernas curtas. Mas na encarnação moderna, o Dachshund surgiu de cruzamentos de raças europeias, e inclui elementos de hounds e terriers da Alemanha, França e Inglaterra. Dachshunds foram mantidos nas cortes reais em toda Europa, incluindo a da Rainha Vitória, que era particularmente apaixonada pela raça.
As primeiras referências verificáveis ao Dachshund vem de livros escritos no começos do século XVIII. Antes disso, existem referências à "cães-texugo" e "cães de buraco", mas elas provavelmente se referiam mais aos propósitos do que à raça em específico. Os Dachshunds Alemães originais eram maiores que a variedades de hoje em dia, pesando entre 14 e 18 kg, e originalmente tinham as pernas mais compridas ao invés de pernas curtas (o Dachshund moderno descende de variantes mais recentes). Ainda que a raça era mais famosa para o seu uso em exterminar texugos, Dachshunds também foram geralmente usados para a caça de coelhos e raposas, para localizar cervos, e em grupos eram conhecidos por caçar animais grandes como javalis.

## Na cultura popular

### Símbolo da Alemanha

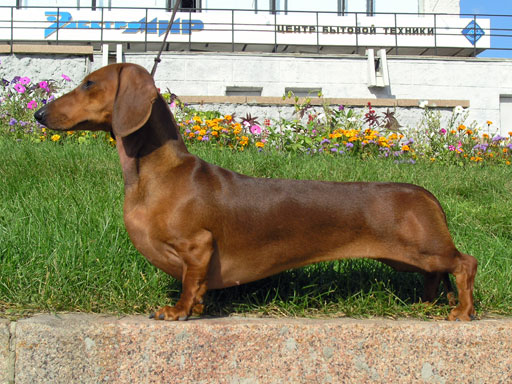
Dachshund de pêlo curto

Dachshunds são tradicionalmente vistos como um símbolo da Alemanha. Durante a Primeira Guerra Mundial a popularidade da raça diminuiu bastante nos Estados Unidos (havendo inclusive relatos de Dachshunds sendo mortos em alguns pontos do país por essa associação com a Alemanha), e cartunistas políticos comumente usaram a imagem do Dachshund para ridicularizar a Alemanha. A cicatriz dessa associação foi revivida em menor extensão durante a Segunda Guerra Mundial, e rapidamente desapareceu junto com o fim da guerra. O marechal alemão Erwin Rommel era conhecido por ter Dachshunds.
O Dachshund, por sua associação com a Alemanha, foi escolhido para ser o mascote oficial dos Jogos Olímpicos de 1972, em Munique com o nome de Waldi. Foi o primeiro mascote olímpico oficial. A raça foi escolhida por representar os atributos requeridos para os atletas - resistência, tenacidade e agilidade. Waldi foi criado por Otl Aicher e modelado a partir de um cão real, um Dachshund de pelo longo nomeado Cherie von Birkenhof. A cabeça e cauda eram azuis e o corpo apresentava faixas com as outras cores olímpicas.

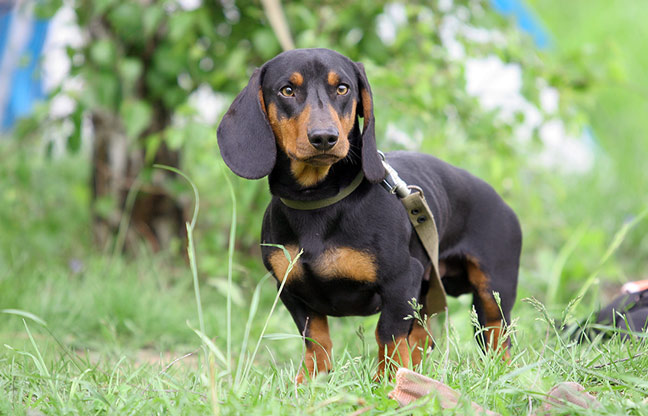
Dachshund do tipo Standard

### Corrida de Dachshund

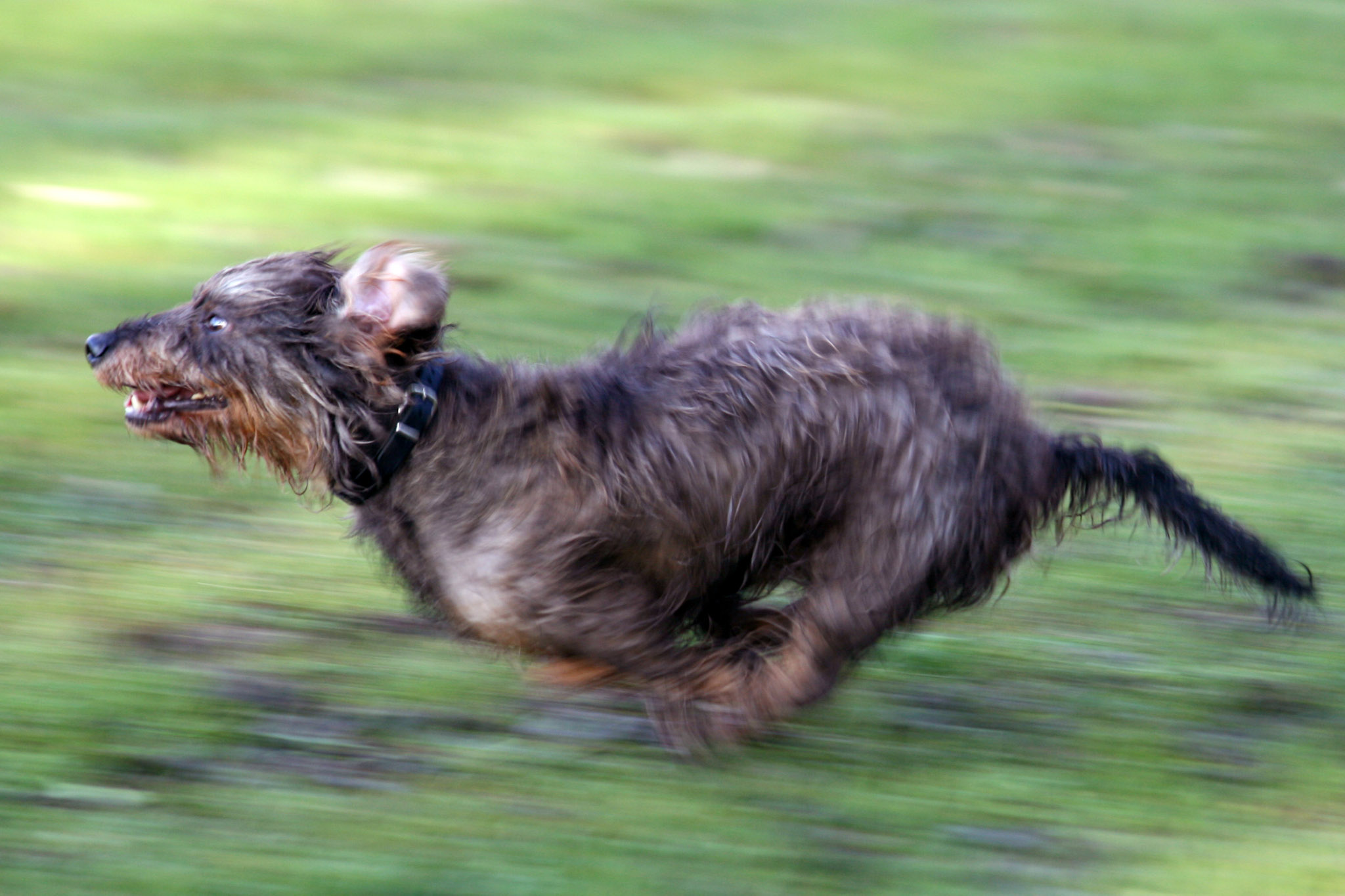
Um dachshund correndo

Existem algumas categorias de corridas de dachshund nos Estados Unidos, como a Wiener Nationals ("wiener" é uma alusão ao formato de salsicha do cão). Várias corridas pelo país atraem centenas de espectadores, incluindo corridas nas cidades de Phoenix, Findlay, Milwaukee, Oklahoma City e Kansas City. Existe uma corrida anual de dachshunds em Pittsburgh chamada Wiener 100, e em Huntington, chamada Dachshund Dash. Apesar da popularidade desses eventos, o Dachshund Club of America é contra as "corridas de salsicha" (wiener racing), pois muitas pistas de corrida de greyhound usam os eventos para atrair público para suas instalações. O DCA também se preocupa com o risco para os cães, devido à sua predisposição para ferimentos de coluna.

### Cofap
O Dachshund ficou mais conhecido do público brasileiro graças a uma série de propagandas feitas pela agência W/Brasil para a empresa Cofap, que vendia suspensões para automóveis. As propagandas foram exibidas de 1989 a 1993, usavam um grande apelo emocional, mostrando o cãozinho em diversas situações (geralmente ajudando a família).
A primeira propaganda mostrava o cão e o produto comercializado (suspensão automotiva), devido às suas semelhanças. Depois disso, a agência investiu mais no conceito da propaganda. Uma mostrava-o tentando impedir que a família viajasse por causa dos amortecedores vencidos, se deitando na frente do carro. Também havia outra propaganda com o Dachshund descendo uma rua em um carrinho de rolimã. O slogan publicitário era: "o melhor amigo do carro e do dono do carro". A propaganda ganhou vários prêmios como no festival de Cannes.
Com isso o Dachshund caiu na cultura popular, passando a ser também conhecido também como "cofap" (talvez também por causa da dificuldade de se pronunciar Dachshund em português), e até hoje as pessoas se referem à raça por este nome.

### Arlequim Branco (albino)
Esta variação é normalmente causada pelo gene merle (presente nos cães arlequim). Quando em homozigose, este gene suprime a produção de pigmentos pelos melanócitos, fazendo que seus portadores sejam quase totalmente brancos, geralmente com olhos azuis. Podem ter algumas pintas negras ou acinzentadas na cabeça e dorso. Estes cães também são chamados "double merles". Porém, como os melanócitos também são importantes na formação da visão e audição, estes cães frequentemente apresentam deficiência auditiva e visual. Alguns estudos indicam também que esses cães possuem maior probabilidade de desenvolver problemas neurológicos e autoimunes, além de requererem cuidados especiais devido à sua pele ser mais sensível ao sol. Os cães brancos "double merle" são resultado do cruzamento entre dois cães portadores do gene merle - arlequins, merles ou brancos. Por este motivo, o cruzamento entre arlequins é desaconselhado. Estes cães são muitas vezes chamados incorretamente de "albinos", mas o gene responsável pelo albinismo nunca foi encontrado na raça.